# Bronx Zoo

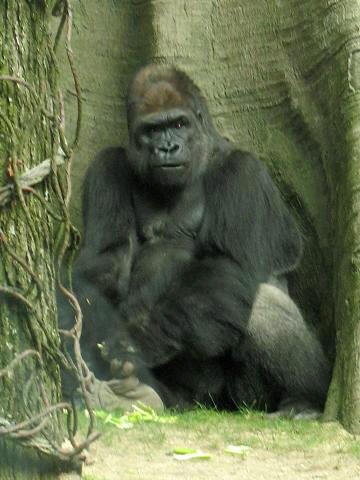
Gorilla i "Congo Gorilla Forest"

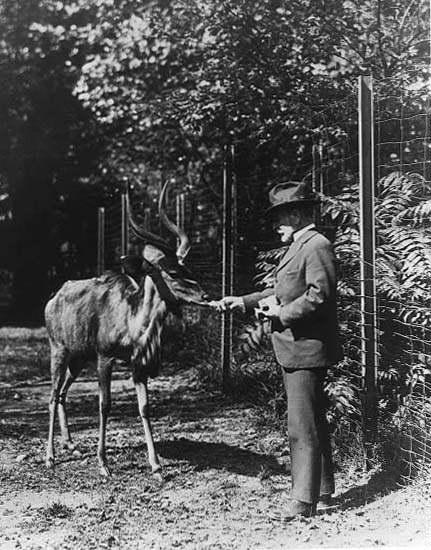
Parkens chef William Hornaday matar en större kudu år 1920.

Bronx Zoo är ett zoo som ligger i Bronx Park i stadsdelen Bronx i New York. Det är USA:s största stads-zoo och består av 107 hektar park och naturlika områden, vilka tidigare var en del av St. John's Colleges (nu Fordham University) egendom (liksom en del av den strax norr om liggande New York Botanical Garden). Den största delen av parken såldes till staden för ett pris av en dollar med villkoret att det skulle vara ett zoo och en park, som kunde tjäna som buffert för Fordham mot den pågående kraftiga utbyggnaden av stadsdelen Bronx.
I Bronx Zoo finns över 4.000 djur, av vilka många tillhör utrotningshotade arter. Parken öppnades för allmänheten den 8 november 1899 med 843 djur i 22 inhägnader. Den upprättades av New York Zoological Society (senare omdöpt till Wildlife Conservation Society).

## Utställningar
Bronx Zoo var en av de första zoologiska trädgårdarna i Nordamerika som följde Carl Hagenbecks initiativ i och med öppnandet av Carl Hagenbecks djurpark i Hamburg 1907, där flera arter placerades tillsammans i en konstgjord landskapsmiljö som ger ett mer realistiskt intryck av djurens naturliga levnadsbetingelser.Fysiska barriärer som vallgravar, ibland osynliga för besökarna, separerade rovdjur från bytesdjur.
Liksom i Hamburg flyttade Bronx sina djur från burar till inhägnader, och djurparken försökte att med konstgjorda medel återskapa deras naturliga miljö.
Parken är speciellt känd för utställningar som "Wild Asia" där besökarna kan åka med ett monorailtåg och därifrån se asiatiska djur på nära håll, och "Jungleworld" som är en inomhusutställning om plantor och djur från tropiska regnskogar.
Man presenterar också "Congo Gorilla Forest" som med sina 3,4 ha är den största människoskapade regnskogen i världen. Bland andra stora inomhusutställningar kan nämnas "World of Darkness" som visar kajmaner, fladdermöss och gnagare. Under öppet-tiderna är ljuset minimalt för att hålla de nattaktiva djuren vakna. Ljuset tänds efter stängning, så att djuren kan sova.
Ytterligare två områden som bör nämnas är Russel B. Aitken-utställningen med pingviner och tigerutställningen "Tiger Mountain" med sibiriska tigrar.

## Nyheter 2006-2008
I augusti 2006 accepterade Bronx Zoo att till sitt avelsprogram ta emot en unge av den starkt hotade arten snöleopard. Ungen, som fått namnet Leo, var 13 månader gammal när den hittades i Naltar Valley i norra Pakistan. Leo hade fastnat i leran efter ett jordskred som dödat hans mamma. En fåraherde hade hittat honom och en annan unge ur samma kull (en hona). Den senare dog dock av undernäring en vecka senare. Leo överlämnades till pakistanska myndigheter som på grund av brist på egna resurser lämnade honom vidare till Bronx Zoo. Tanken är att Leo så småningom ska tillbaka till sin födelseplats nära Naltar Valley där man med amerikansk hjälp ska bygga en rehabiliterings-anläggning.